# Đàng Ngoài

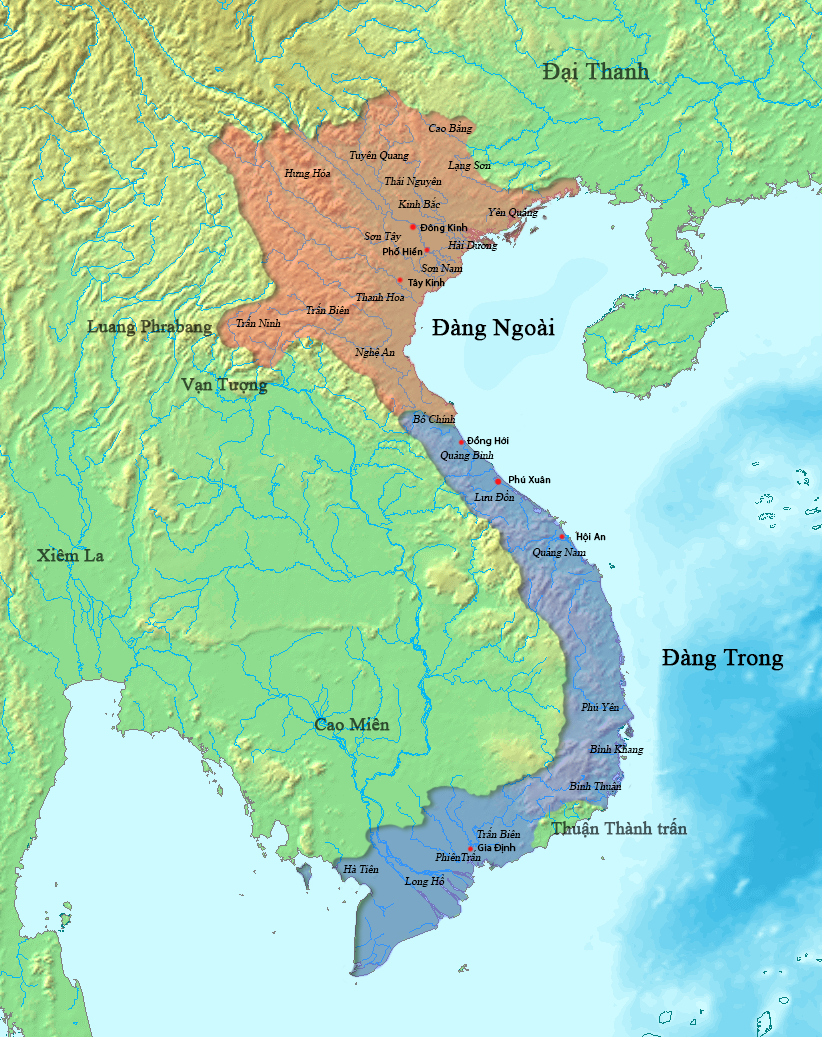
Đàng Ngoài (rood) and Đàng Trong (blauw) in 1757.

Đàng Ngoài (Hán tự: 唐外, letterlijk: "uiterland"), ook wel Tonkin/Tonquin, Annam of Bắc Hà (Hán tự: 北河, letterlijk: "ten noorden van de rivier") genoemd, was een streek in het noorden van het huidige Vietnam tussen de 17e en 18e eeuw, ontstaan als gevolg van het Trịnh-Nguyễn-conflict. De term "Đàng Ngoài" verscheen voor het eerst in het Dictionarium Annamiticum Lusitanum et Latinum van Alexandre de Rhodes.
Đàng Ngoài werd geregeerd door de Trinh-heren en de Latere Le-dynastie, wiens hoofdstad te Thăng Long (het huidige Hanoi) lag. Thăng Long was ook bekend als Đông Kinh (Hán tự: 東京), wat "oostelijke hoofdstad" betekent en waaruit de gemeenschappelijke Europese naam "Tonkin" of "Tonquin" is ontstaan. Het werd begrensd door de streek Đàng Trong onder de Nguyen-heren, langs de Linh-rivier (de huidige Gianh-rivier in de provincie Quảng Bình). De naam verdween geleidelijk uit het geheugen van de bevolking na de verovering van het noorden door Keizer Quang Trung ten tijde van de Tay Son-periode.